# 军纪
军纪是指士兵在服兵役期间要遵守的行為準則。軍隊設立军纪目的是为了士兵要在政治上、组织上、行动上與高層要保持一致。
中國共產黨的軍隊曾制定了三大纪律八项注意。1933年8月1日，第一部中国工农红军纪律暂行条令颁布。自1935年至1984年，中國共產黨的軍隊對纪律条令进行了10次修订。1984年颁行的中国人民解放军纪律条令内容包括总则、奖励、处分等6章计48条。